# Bnito
Bnito was de afkorting voor de Russische oliemaatschappij (Russisch: Батумское нефтепромышленное и торговое общество, Batumskoye Neftepromyshlennoye i Torgovoye Obschestvo (Engels: Batum Oil Refining and Trading Company). Het bedrijf werd in 1883 gekocht door Alphonse Rothschild van de Rothschilds. In 1911 werd het bedrijf overgenomen door Royal Dutch Shell.
De familie Rothschild raakte vanaf 1860 betrokken bij de olie-industrie. Ze begonnen met de import van olie uit de Verenigde Staten en in 1879 werden ze partner in Deutsche de la Meurthe, een bedrijf met raffinaderijen in Barcelona, Triëste en Antwerpen. Om de afhankelijkheid van de Amerikaanse olie te verminderen keek de familie ook naar de sterk in opkomst zijnde olie-industrie in het Russische Azerbeidzjan. Branobel was daar al actief met de winning van olie en de raffinage, maar voorstellen om samen te werken werden door de Zweedse Nobels afgewezen in 1883-1884.
In 1883 kochten ze de Batum Oil Refining and Trading Company. Het bedrijf kreeg met de kapitaalkrachtige familie veel geld om de activiteiten sterk uit te breiden. Ze investeerden in een spoorlijn naar Batoemi aan de Zwarte Zee, olieopslagtanks, raffinaderijen en tijdens de piek van de activiteiten was Bnito verantwoordelijk voor een derde van de totale Russische olieproductie.
In het laatste decennium van de 19e eeuw verkochten ze kerosine in Europa via de Industrial and Commercial Caspian and Black Sea Kerosine Company. Met twee Russische partners werd Mazout opgericht die de producten verkocht op de Russische markt. In 1891 kregen de handelsmaatschappij van de gebroeders Marcus en Samuel Samuel het recht om Bnito-producten te verkopen in Azië in het gebied ten oosten van het Suezkanaal. Hiermee was Bnito actief op het hele Oostelijk halfrond.
De concurrentie met het Amerikaanse oliebedrijf Standard Oil bleef intens. In 1893-1895 poogde de familie nog tot een vergelijk met de Amerikanen te komen om daarmee de winst te verhogen, maar de gesprekken leidden niet tot resultaten. De Shell Transport and Trading Company Ltd van de gebroeders Samuel en Koninklijke Olie gingen steeds intensiever samenwerken en in 1902 kreeg de Rothschild een derde van de aandelen in handen van de Asiatic Petrolum Company met Shell en Koninklijke Olie als partners. In 1907 fuseerden de laatste twee tot de Koninklijke Olie/Shell Groep. In 1911 verkocht de familie Rothschild alle Russische oliebelangen aan de nieuwe groep. Ze werd betaald in aandelen en werd hierdoor een belangrijke aandeelhouder in de Koninklijke Olie/Shell Groep.